# 黃金寶螺
黃金寶螺（学名：Cypraea aurantium）为寶螺科寶螺屬下的一个种。